# Грабс
Грабс (нім. Grabs) — громада  в Швейцарії в кантоні Санкт-Галлен, виборчий округ Верденберг.

## Географія
Громада розташована на відстані близько 155 км на схід від Берна, 28 км на південь від Санкт-Галлена.
Грабс має площу 54,7 км², з яких на 5,3% дозволяється будівництво (житлове та будівництво доріг), 49,2% використовуються в сільськогосподарських цілях, 33,4% зайнято лісами, 12,1% не є продуктивними (річки, льодовики або гори).

## Демографія
2019 року в громаді мешкало 7147 осіб (+4,5% порівняно з 2010 роком), іноземців було 19,4%. Густота населення становила 131 осіб/км².
За віковим діапазоном населення розподілялося таким чином: 21,8% — особи молодші 20 років, 59,8% — особи у віці 20—64 років, 18,4% — особи у віці 65 років та старші. Було 2989 помешкань (у середньому 2,4 особи в помешканні).
Із загальної кількості 3462 працюючих 204 було зайнятих в первинному секторі, 1239 — в обробній промисловості, 2019 — в галузі послуг.